# Usher/Diskografie
Diese Diskografie ist eine Übersicht über die musikalischen Werke des US-amerikanischen R&B-Sängers Usher. Den Quellenangaben und Schallplattenauszeichnungen zufolge hat er bisher mehr als 176,8 Millionen Tonträger verkauft, davon alleine in seiner Heimat über 141,7 Millionen und gehört somit zu den Interpreten mit den meistverkauften Tonträgern weltweit. Bisher schaffte es die Hälfte seiner Alben bis auf Platz 1 der US-amerikanischen Billboard 200, darunter auch sein erfolgreichster Tonträger Confessions mit über 20 Millionen verkauften Einheiten.

## Alben

### Studioalben
| Jahr | Titel Musiklabel                        | Höchstplatzierung, Gesamtwochen, AuszeichnungChartplatzierungen (Jahr, Titel, Musiklabel, Platzierungen, Wochen, Auszeichnungen, Anmerkungen) | Höchstplatzierung, Gesamtwochen, AuszeichnungChartplatzierungen (Jahr, Titel, Musiklabel, Platzierungen, Wochen, Auszeichnungen, Anmerkungen) | Höchstplatzierung, Gesamtwochen, AuszeichnungChartplatzierungen (Jahr, Titel, Musiklabel, Platzierungen, Wochen, Auszeichnungen, Anmerkungen) | Höchstplatzierung, Gesamtwochen, AuszeichnungChartplatzierungen (Jahr, Titel, Musiklabel, Platzierungen, Wochen, Auszeichnungen, Anmerkungen) | Höchstplatzierung, Gesamtwochen, AuszeichnungChartplatzierungen (Jahr, Titel, Musiklabel, Platzierungen, Wochen, Auszeichnungen, Anmerkungen) | Höchstplatzierung, Gesamtwochen, AuszeichnungChartplatzierungen (Jahr, Titel, Musiklabel, Platzierungen, Wochen, Auszeichnungen, Anmerkungen) | Anmerkungen                                                    |
| Jahr | Titel Musiklabel                        | DE | AT | CH | UK | US | R&B | Anmerkungen                                                    |
| ---- | --------------------------------------- | --- | --- | --- | --- | --- | --- | -------------------------------------------------------------- |
| 1994 | Usher LaFace Records (BMG)              | — | — | — | — | US167 (12 Wo.)US | R&B25 (51 Wo.)R&B | Erstveröffentlichung: 30. August 1994                          |
| 1997 | My Way LaFace Records (BMG)             | DE41 (14 Wo.)DE | — | CH20 (7 Wo.)CH | UK16 Gold · (23 Wo.)UK | US4 ×7Siebenfachplatin · (80 Wo.)US | R&B1 (75 Wo.)R&B | Erstveröffentlichung: 16. September 1997 Verkäufe: + 7.382.500 |
| 2001 | 8701 Arista Records (BMG)               | DE7 Gold · (34 Wo.)DE | AT47 (7 Wo.)AT | CH10 Gold · (38 Wo.)CH | UK1 ×2Doppelplatin · (59 Wo.)UK | US4 ×5Fünffachplatin · (62 Wo.)US | R&B3 (58 Wo.)R&B | Erstveröffentlichung: 7. August 2001 Verkäufe: + 6.348.000     |
| 2004 | Confessions LaFace Records (BMG)        | DE2 Gold · (58 Wo.)DE | AT25 (25 Wo.)AT | CH3 Platin · (55 Wo.)CH | UK1 ×5Fünffachplatin · (85 Wo.)UK | US1 ×4Diamant + Vierfachplatin · (255 Wo.)US                                                                                                  | R&B1 (103 Wo.)R&B | Erstveröffentlichung: 22. März 2004 Verkäufe: + 20.000.000     |
| 2008 | Here I Stand LaFace Records (Sony BMG)  | DE10 (15 Wo.)DE | AT24 (6 Wo.)AT | CH4 (14 Wo.)CH | UK1 Gold · (17 Wo.)UK | US1 ×2Doppelplatin · (42 Wo.)US | R&B1 (69 Wo.)R&B | Erstveröffentlichung: 13. Mai 2008 Verkäufe: + 2.257.500       |
| 2010 | Raymond v. Raymond LaFace Records (SME) | DE41 (2 Wo.)DE | AT68 (1 Wo.)AT | CH20 (6 Wo.)CH | UK2 Platin · (34 Wo.)UK | US1 ×3Dreifachplatin · (53 Wo.)US | R&B1 (65 Wo.)R&B | Erstveröffentlichung: 26. März 2010 Verkäufe: + 3.490.000      |
| 2012 | Looking 4 Myself RCA Records (SME)      | DE8 (7 Wo.)DE | AT29 (2 Wo.)AT | CH5 (11 Wo.)CH | UK3 Gold · (14 Wo.)UK | US1 Platin · (24 Wo.)US | R&B1 (57 Wo.)R&B | Erstveröffentlichung: 8. Juni 2012 Verkäufe: + 1.147.500       |
| 2016 | Hard II Love RCA Records (SME)          | DE55 (1 Wo.)DE | — | CH27 (2 Wo.)CH | UK7 (2 Wo.)UK | US5 Gold · (14 Wo.)US | R&B2 (18 Wo.)R&B | Erstveröffentlichung: 16. September 2016 Verkäufe: + 500.000   |
| 2024 | Coming Home Mega (Gamma)                | DE61 (1 Wo.)DE | AT65 (1 Wo.)AT | CH24 (1 Wo.)CH | UK24 (3 Wo.)UK | US2 (4 Wo.)US | R&B2 (… Wo.)R&B | Erstveröffentlichung: 9. Februar 2024                          |

### Gemeinschaftsalben
| Jahr | Titel Musiklabel      | Höchstplatzierung, Gesamtwochen, AuszeichnungChartplatzierungen (Jahr, Titel, Musiklabel, Platzierungen, Wochen, Auszeichnungen, Anmerkungen) | Höchstplatzierung, Gesamtwochen, AuszeichnungChartplatzierungen (Jahr, Titel, Musiklabel, Platzierungen, Wochen, Auszeichnungen, Anmerkungen) | Höchstplatzierung, Gesamtwochen, AuszeichnungChartplatzierungen (Jahr, Titel, Musiklabel, Platzierungen, Wochen, Auszeichnungen, Anmerkungen) | Höchstplatzierung, Gesamtwochen, AuszeichnungChartplatzierungen (Jahr, Titel, Musiklabel, Platzierungen, Wochen, Auszeichnungen, Anmerkungen) | Höchstplatzierung, Gesamtwochen, AuszeichnungChartplatzierungen (Jahr, Titel, Musiklabel, Platzierungen, Wochen, Auszeichnungen, Anmerkungen) | Höchstplatzierung, Gesamtwochen, AuszeichnungChartplatzierungen (Jahr, Titel, Musiklabel, Platzierungen, Wochen, Auszeichnungen, Anmerkungen) | Anmerkungen                                         |
| Jahr | Titel Musiklabel      | DE | AT | CH | UK | US | R&B | Anmerkungen                                         |
| ---- | --------------------- | --- | --- | --- | --- | --- | --- | --------------------------------------------------- |
| 2018 | “A” RCA Records (SME) | — | — | — | — | US31 (2 Wo.)US | R&B19 (1 Wo.)R&B | Erstveröffentlichung: 12. Oktober 2018 mit Zaytoven |

### Livealben
| Jahr | Titel Musiklabel          | Höchstplatzierung, Gesamtwochen, AuszeichnungChartplatzierungen (Jahr, Titel, Musiklabel, Platzierungen, Wochen, Auszeichnungen, Anmerkungen) | Höchstplatzierung, Gesamtwochen, AuszeichnungChartplatzierungen (Jahr, Titel, Musiklabel, Platzierungen, Wochen, Auszeichnungen, Anmerkungen) | Höchstplatzierung, Gesamtwochen, AuszeichnungChartplatzierungen (Jahr, Titel, Musiklabel, Platzierungen, Wochen, Auszeichnungen, Anmerkungen) | Höchstplatzierung, Gesamtwochen, AuszeichnungChartplatzierungen (Jahr, Titel, Musiklabel, Platzierungen, Wochen, Auszeichnungen, Anmerkungen) | Höchstplatzierung, Gesamtwochen, AuszeichnungChartplatzierungen (Jahr, Titel, Musiklabel, Platzierungen, Wochen, Auszeichnungen, Anmerkungen) | Höchstplatzierung, Gesamtwochen, AuszeichnungChartplatzierungen (Jahr, Titel, Musiklabel, Platzierungen, Wochen, Auszeichnungen, Anmerkungen) | Anmerkungen                                             |
| Jahr | Titel Musiklabel          | DE | AT | CH | UK | US | R&B | Anmerkungen                                             |
| ---- | ------------------------- | --- | --- | --- | --- | --- | --- | ------------------------------------------------------- |
| 1999 | Live LaFace Records (BMG) | — | — | — | — | US73 Gold · (9 Wo.)US | R&B30 (9 Wo.)R&B | Erstveröffentlichung: 23. März 1999 Verkäufe: + 500.000 |

### EPs
| Jahr | Titel Musiklabel            | Höchstplatzierung, Gesamtwochen, AuszeichnungChartplatzierungen (Jahr, Titel, Musiklabel, Platzierungen, Wochen, Auszeichnungen, Anmerkungen) | Höchstplatzierung, Gesamtwochen, AuszeichnungChartplatzierungen (Jahr, Titel, Musiklabel, Platzierungen, Wochen, Auszeichnungen, Anmerkungen) | Höchstplatzierung, Gesamtwochen, AuszeichnungChartplatzierungen (Jahr, Titel, Musiklabel, Platzierungen, Wochen, Auszeichnungen, Anmerkungen) | Höchstplatzierung, Gesamtwochen, AuszeichnungChartplatzierungen (Jahr, Titel, Musiklabel, Platzierungen, Wochen, Auszeichnungen, Anmerkungen) | Höchstplatzierung, Gesamtwochen, AuszeichnungChartplatzierungen (Jahr, Titel, Musiklabel, Platzierungen, Wochen, Auszeichnungen, Anmerkungen) | Höchstplatzierung, Gesamtwochen, AuszeichnungChartplatzierungen (Jahr, Titel, Musiklabel, Platzierungen, Wochen, Auszeichnungen, Anmerkungen) | Anmerkungen                         |
| Jahr | Titel Musiklabel            | DE | AT | CH | UK | US | R&B | Anmerkungen                         |
| ---- | --------------------------- | --- | --- | --- | --- | --- | --- | ----------------------------------- |
| 2010 | Versus LaFace Records (SME) | DE35 (12 Wo.)DE | — | CH53 (19 Wo.)CH | UK17 (10 Wo.)UK | US4 (24 Wo.)US | R&B3 (34 Wo.)R&B | Erstveröffentlichung: 20. Juli 2010 |

## Singles

### Als Leadmusiker
| Jahr | Titel Album                                                  | Höchstplatzierung, Gesamtwochen, AuszeichnungChartplatzierungen (Jahr, Titel, Album, Platzierungen, Wochen, Auszeichnungen, Anmerkungen) | Höchstplatzierung, Gesamtwochen, AuszeichnungChartplatzierungen (Jahr, Titel, Album, Platzierungen, Wochen, Auszeichnungen, Anmerkungen) | Höchstplatzierung, Gesamtwochen, AuszeichnungChartplatzierungen (Jahr, Titel, Album, Platzierungen, Wochen, Auszeichnungen, Anmerkungen) | Höchstplatzierung, Gesamtwochen, AuszeichnungChartplatzierungen (Jahr, Titel, Album, Platzierungen, Wochen, Auszeichnungen, Anmerkungen) | Höchstplatzierung, Gesamtwochen, AuszeichnungChartplatzierungen (Jahr, Titel, Album, Platzierungen, Wochen, Auszeichnungen, Anmerkungen) | Höchstplatzierung, Gesamtwochen, AuszeichnungChartplatzierungen (Jahr, Titel, Album, Platzierungen, Wochen, Auszeichnungen, Anmerkungen) | Anmerkungen | [↑]: gemeinsam behandelt mit vorhergehendem Eintrag; [←]: in beiden Charts platziert |
| Jahr | Titel Album                                                  | DE | AT | CH | UK | US | R&B | Anmerkungen |                                                                                      |
| --- | ------------------------------------------------------------ | --- | --- | --- | --- | --- | --- | --- | ------------------------------------------------------------------------------------ |
| 1993 | Call Me a Mack Poetic Justice: Music from the Motion Picture | — | — | — | — | — | R&B56 (11 Wo.)R&B | Erstveröffentlichung: 16. Dezember 1993                                                                              |                                                                                      |
| 1994 | Can U Get Wit It Usher                                       | — | — | — | UK87 (1 Wo.)UK | US59 (16 Wo.)US | R&B13 (22 Wo.)R&B | Erstveröffentlichung: 1. Juli 1994                                                                                   |                                                                                      |
| 1994 | Think of You Usher                                           | — | — | — | UK70 (2 Wo.)UK | US58 (19 Wo.)US | R&B8 (28 Wo.)R&B | Erstveröffentlichung: 10. November 1994                                                                              |                                                                                      |
| 1995 | The Many Ways Usher                                          | — | — | — | — | — | R&B42 (16 Wo.)R&B | Erstveröffentlichung: 16. Januar 1995                                                                                |                                                                                      |
| 1997 | You Make Me Wanna… My Way                                    | DE18 (20 Wo.)DE | — | CH12 (11 Wo.)CH | UK1 Platin · (18 Wo.)UK | US2 ×3Dreifachplatin · (47 Wo.)US | R&B1 (71 Wo.)R&B | Erstveröffentlichung: 5. August 1997 Verkäufe: + 3.700.000                                                           |                                                                                      |
| 1998 | Nice & Slow My Way                                           | — | — | — | UK24 Silber · (8 Wo.)UK | US1 ×3Dreifachplatin · (23 Wo.)US | R&B1 (33 Wo.)R&B | Erstveröffentlichung: 3. Februar 1998 Verkäufe: + 3.205.000                                                          |                                                                                      |
| 1998 | My Way                                                       | DE49 (9 Wo.)DE | — | — | — | US2 Platin · (24 Wo.)US | R&B4 (21 Wo.)R&B | Erstveröffentlichung: 30. Juni 1998 Verkäufe: + 1.400.000                                                            |                                                                                      |
| 1999 | Bedtime (Live) My Way                                        | — | — | — | — | — | R&B66 (10 Wo.)R&B | Erstveröffentlichung: 18. Februar 1999                                                                               |                                                                                      |
| 2001 | Pop Ya Collar 8701                                           | DE30 (9 Wo.)DE | — | CH36 (12 Wo.)CH | UK2 Silber · (12 Wo.)UK | US60 (7 Wo.)US | R&B25 (18 Wo.)R&B | Erstveröffentlichung: 12. Februar 2001 Verkäufe: + 200.000                                                           |                                                                                      |
| 2001 | U Remind Me 8701                                             | DE21 (16 Wo.)DE | — | CH22 (26 Wo.)CH | UK3 Platin · (9 Wo.)UK | US1 ×2Doppelplatin · (24 Wo.)US | R&B1 (27 Wo.)R&B | Erstveröffentlichung: 19. Mai 2001 Verkäufe: + 3.154.000                                                             |                                                                                      |
| 2001 | U Got It Bad 8701                                            | DE26 (16 Wo.)DE | — | CH13 (21 Wo.)CH | UK5 Platin · (8 Wo.)UK | US1 ×5Fünffachplatin + Gold (Mastertone) · (32 Wo.)US                                                                                    | R&B1 (35 Wo.)R&B | Erstveröffentlichung: 4. September 2001 Verkäufe: + 6.270.000                                                        |                                                                                      |
| 2002 | U Don’t Have to Call 8701                                    | — | — | — | UK4 (16 Wo.)UK | US3 Platin + Gold (Videosingle) · (26 Wo.)US                                                                                             | R&B2 (43 Wo.)R&B | Erstveröffentlichung: 19. Februar 2002 Verkäufe: + 1.025.000                                                         |                                                                                      |
| 2002 | U-Turn 8701                                                  | DE51 (9 Wo.)DE | — | CH22 (9 Wo.)CH | UK16 (6 Wo.)UK | — | — | Erstveröffentlichung: 30. April 2002                                                                                 |                                                                                      |
| 2004 | Yeah! Confessions                                            | DE1 ×2Doppelplatin · (26 Wo.)DE | AT1 Gold · (37 Wo.)AT | CH1 Gold · (38 Wo.)CH | UK1 ×4Vierfachplatin · (23 Wo.)UK | US1 ×3Diamant + Dreifachplatin · (47 Wo.)US                                                                                              | R&B1 (40 Wo.)R&B | Erstveröffentlichung: 27. Januar 2004 Verkäufe: + 18.185.388; feat. Ludacris & Lil Jon                               |                                                                                      |
| 2004 | Burn Confessions                                             | DE11 (12 Wo.)DE | AT21 (13 Wo.)AT | CH10 (16 Wo.)CH | UK1 Platin · (13 Wo.)UK | US1 ×4Vierfachplatin + Platin (Mastertone) · (30 Wo.)US                                                                                  | R&B1 (30 Wo.)R&B | Erstveröffentlichung: 21. März 2004 Verkäufe: + 5.889.000                                                            |                                                                                      |
| 2004 | Confessions (Part II) Confessions                            | — | — | — | UK5 Platin · (15 Wo.)UK | US1 ×3Dreifachplatin + Gold (Mastertone) · (25 Wo.)US                                                                                    | R&B1 (31 Wo.)R&B | Erstveröffentlichung: 1. Juni 2004 Verkäufe: + 4.280.000                                                             |                                                                                      |
| 2004 | My Boo Confessions                                           | DE4 Gold · (15 Wo.)DE | AT29 (14 Wo.)AT | CH3 (28 Wo.)CH[UK: ↑] | UK5 Platin · (15 Wo.)UK | US1 ×5Fünffachplatin + Platin (Mastertone) · (26 Wo.)US                                                                                  | R&B1 (29 Wo.)R&B | Erstveröffentlichung: 21. September 2004 Verkäufe: + 7.155.000; feat. Alicia Keys                                    |                                                                                      |
| 2004 | Caught Up Confessions                                        | DE26 (9 Wo.)DE | AT48 (7 Wo.)AT | CH22 (16 Wo.)CH | UK9 Silber · (12 Wo.)UK | US8 Platin · (27 Wo.)US | R&B13 (36 Wo.)R&B | Erstveröffentlichung: 21. Dezember 2004 Verkäufe: + 1.310.000                                                        |                                                                                      |
| 2008 | Love in This Club Here I Stand                               | DE5 (14 Wo.)DE | AT12 (13 Wo.)AT | CH9 (26 Wo.)CH | UK4 Platin · (25 Wo.)UK | US1 Platin + Platin (Mastertone) · (25 Wo.)US                                                                                            | R&B1 (28 Wo.)R&B | Erstveröffentlichung: 2. März 2008 Verkäufe: + 6.862.500; feat. Young Jeezy                                          |                                                                                      |
| 2008 | Love in This Club, Part II Here I Stand                      | — | — | — | — | US18 Platin + Gold (Mastertone) · (14 Wo.)US                                                                                             | R&B7 (20 Wo.)R&B | Erstveröffentlichung: 28. April 2008 Verkäufe: + 1.530.000; feat. Beyoncé und Lil Wayne                              |                                                                                      |
| 2008 | Moving Mountains Here I Stand                                | DE28 (8 Wo.)DE | AT70 (1 Wo.)AT | — | UK25 (13 Wo.)UK | US67 Platin · (9 Wo.)US | R&B18 (17 Wo.)R&B | Erstveröffentlichung: 23. Mai 2008 Verkäufe: + 1.042.500                                                             |                                                                                      |
| 2008 | Here I Stand                                                 | — | — | — | — | — | R&B18 (43 Wo.)R&B | Erstveröffentlichung: 18. August 2008                                                                                |                                                                                      |
| 2008 | Trading Places Here I Stand                                  | — | — | — | — | US45 Platin · (16 Wo.)US | R&B4 (33 Wo.)R&B | Erstveröffentlichung: 17. Oktober 2008 Verkäufe: + 1.000.000                                                         |                                                                                      |
| 2009 | Papers Raymond v. Raymond                                    | — | — | — | — | US31 Gold · (16 Wo.)US | R&B1 (24 Wo.)R&B | Erstveröffentlichung: 16. Oktober 2009 Verkäufe: + 500.000                                                           |                                                                                      |
| 2009 | Hey Daddy (Daddy’s Home) Raymond v. Raymond                  | — | AT68 (1 Wo.)AT | — | UK— SilberUK | US24 ×2Doppelplatin · (21 Wo.)US | R&B2 (36 Wo.)R&B | Erstveröffentlichung: 8. Dezember 2009 Verkäufe: + 2.387.053; feat. Plies                                            |                                                                                      |
| 2010 | Lil Freak Raymond v. Raymond                                 | — | — | — | — | US40 Platin · (16 Wo.)US | R&B8 (30 Wo.)R&B | Erstveröffentlichung: 2. März 2010 Verkäufe: + 1.000.000; feat. Nicki Minaj                                          |                                                                                      |
| 2010 | OMG Raymond v. Raymond                                       | DE27 Gold · (15 Wo.)DE | AT41 (9 Wo.)AT | CH38 (25 Wo.)CH | UK1 ×2Doppelplatin · (35 Wo.)UK | US1 ×8Achtfachplatin · (30 Wo.)US | R&B3 (24 Wo.)R&B | Erstveröffentlichung: 22. März 2010 Verkäufe: + 10.373.566; feat. will.i.am                                          |                                                                                      |
| 2010 | Somebody to Love (Remix) Versus                              | DE— aDE | AT— aAT | — | UK— aUK | US15 (18 Wo.)US | — | Erstveröffentlichung: 20. April 2010 Verkäufe: + 250.000; feat. Justin Bieber                                        |                                                                                      |
| 2010 | There Goes My Baby Raymond v. Raymond / Versus               | — | — | — | — | US25 ×2Doppelplatin · (25 Wo.)US | R&B1 (71 Wo.)R&B | Erstveröffentlichung: 15. Juni 2010 Verkäufe: + 1.186.381                                                            |                                                                                      |
| 2010 | DJ Got Us Fallin’ in Love Versus                             | DE5 ×2Doppelplatin · (40 Wo.)DE | AT5 Gold · (27 Wo.)AT | CH4 Platin · (42 Wo.)CH | UK7 ×2Doppelplatin · (31 Wo.)UK | US4 ×8Achtfachplatin · (34 Wo.)US | R&B51 (11 Wo.)R&B | Erstveröffentlichung: 20. Juni 2010 Verkäufe: + 11.792.327; feat. Pitbull                                            |                                                                                      |
| 2010 | Hot Tottie Versus                                            | — | — | — | — | US21 Gold · (16 Wo.)US | R&B9 (20 Wo.)R&B | Erstveröffentlichung: 9. August 2010 Verkäufe: + 500.000; feat. Jay-Z                                                |                                                                                      |
| 2010 | Lay You Down Versus                                          | — | — | — | — | — | R&B56 (17 Wo.)R&B | Erstveröffentlichung: 28. September 2010                                                                             |                                                                                      |
| 2010 | More Raymond v. Raymond / Versus                             | DE7 Gold · (34 Wo.)DE | AT10 Gold · (19 Wo.)AT | CH2 Platin · (31 Wo.)CH | UK23 Silber · (21 Wo.)UK | US15 (22 Wo.)US | — | Erstveröffentlichung: 22. November 2010 Verkäufe: + 1.749.100                                                        |                                                                                      |
| 2011 | Dirty Dancer Versus / Euphoria                               | DE15 (13 Wo.)DE | AT14 (14 Wo.)AT | CH30 (12 Wo.)CH | UK21 (7 Wo.)UK | US18 Gold · (12 Wo.)US | — | Erstveröffentlichung: 9. Mai 2011 Verkäufe: + 650.000; Duett mit Enrique Iglesias Single-Mix feat. Lil Wayne & Nayer |                                                                                      |
| 2012 | Climax Looking 4 Myself                                      | — | AT44 (1 Wo.)AT | — | UK4 Silber · (10 Wo.)UK | US17 ×3Dreifachplatin · (20 Wo.)US | R&B1 (33 Wo.)R&B | Erstveröffentlichung: 22. Februar 2012 Verkäufe: + 3.317.500                                                         |                                                                                      |
| 2012 | Scream Looking 4 Myself                                      | DE17 Gold · (25 Wo.)DE | AT15 (20 Wo.)AT | CH18 (20 Wo.)CH | UK5 Gold · (21 Wo.)UK | US9 ×3Dreifachplatin · (21 Wo.)US | — | Erstveröffentlichung: 27. April 2012 Verkäufe: + 3.937.500                                                           |                                                                                      |
| 2012 | Lemme See Looking 4 Myself                                   | — | — | — | UK90 (1 Wo.)UK | US46 Platin · (20 Wo.)US | R&B2 (26 Wo.)R&B | Erstveröffentlichung: 4. Mai 2012 Verkäufe: + 1.000.000; feat. Rick Ross                                             |                                                                                      |
| 2012 | Numb Looking 4 Myself                                        | DE24 (12 Wo.)DE | AT18 (12 Wo.)AT | — | — | US69 (7 Wo.)US | — | Erstveröffentlichung: 21. August 2012 Verkäufe: + 75.000                                                             |                                                                                      |
| 2012 | Dive Looking 4 Myself                                        | — | — | — | — | — | R&B34 (12 Wo.)R&B | Erstveröffentlichung: 28. August 2012                                                                                |                                                                                      |
| 2014 | Good Kisser –                                                | — | — | — | UK10 Silber · (6 Wo.)UK | US65 Platin · (19 Wo.)US | R&B17 (20 Wo.)R&B | Erstveröffentlichung: 5. Mai 2014 Verkäufe: + 1.200.000                                                              |                                                                                      |
| 2014 | She Came to Give It to You –                                 | DE30 (9 Wo.)DE | — | CH74 (1 Wo.)CH | UK16 (3 Wo.)UK | US89 (2 Wo.)US | R&B27 (11 Wo.)R&B | Erstveröffentlichung: 8. Juli 2014 Verkäufe: + 70.000; feat. Nicki Minaj                                             |                                                                                      |
| 2014 | I Don’t Mind –                                               | — | — | — | UK8 Platin · (16 Wo.)UK | US11 ×4Vierfachplatin · (23 Wo.)US | R&B1 (26 Wo.)R&B | Erstveröffentlichung: 21. November 2014 Verkäufe: + 4.730.000; feat. Juicy J                                         |                                                                                      |
| 2016 | No Limit Hard II Love                                        | — | — | — | — | US32 ×2Doppelplatin · (20 Wo.)US | R&B9 (20 Wo.)R&B | Erstveröffentlichung: 9. Juni 2016 Verkäufe: + 2.075.000; feat. Young Thug                                           |                                                                                      |
| 2016 | Crash Hard II Love                                           | — | — | — | UK63 Silber · (10 Wo.)UK | — | — | Erstveröffentlichung: 10. Juni 2016 Verkäufe: + 340.000                                                              |                                                                                      |
| 2016 | Rivals Hard II Love                                          | — | — | — | — | US— GoldUS | — | Erstveröffentlichung: 2. September 2016 Verkäufe: + 500.000; feat. Future                                            |                                                                                      |
| 2019 | Don’t Waste My Time –                                        | — | — | — | — | US— GoldUS | — | Erstveröffentlichung: 13. Dezember 2019 Verkäufe: + 500.000; feat. Ella Mai                                          |                                                                                      |
| 2020 | California –                                                 | — | — | — | — | — | — | Erstveröffentlichung: 16. Juni 2020 feat. Tyga                                                                       |                                                                                      |
| 2022 | Good Love –                                                  | — | — | — | — | US70 (1 Wo.)US | R&B16 (16 Wo.)R&B | Erstveröffentlichung: 1. Juli 2022 mit City Girls                                                                    |                                                                                      |
| 2023 | GLU –                                                        | — | — | — | — | — | R&B47 (1 Wo.)R&B | Erstveröffentlichung: 17. März 2023                                                                                  |                                                                                      |
| 2023 | Good Good Coming Home                                        | — | — | — | — | US25 (28 Wo.)US | R&B7 (30 Wo.)R&B | Erstveröffentlichung: 4. August 2023 feat. Summer Walker & 21 Savage                                                 |                                                                                      |
| 2023 | Dientes –                                                    | — | — | — | — | US— Platin (Latin)US | — | Erstveröffentlichung: 15. September 2023 mit J Balvin & DJ Khaled                                                    |                                                                                      |
| 2024 | Ruin Coming Home                                             | — | — | — | — | — | R&B47 (1 Wo.)R&B | Erstveröffentlichung: 2. Februar 2024 mit Pheelz                                                                     |                                                                                      |
| Folgende Lieder erschienen nicht als Single, wurden aber durch das Album zum Download und Streaming bereitgestellt und konnten somit eine Platzierung erlangen: |                                                              | | | | | | | |                                                                                      |
| |                                                              | | | | | | | |                                                                                      |
| 2001 | Can U Help Me 8701                                           | — | — | — | — | — | R&B57 (20 Wo.)R&B | Erstveröffentlichung: 7. August 2001                                                                                 |                                                                                      |
| 2001 | I Don’t Know 8701                                            | — | — | — | — | — | R&B68 (11 Wo.)R&B | Erstveröffentlichung: 7. August 2001 feat. P. Diddy                                                                  |                                                                                      |
| 2004 | Throwback Confessions                                        | — | — | — | — | — | R&B36 (20 Wo.)R&B | Erstveröffentlichung: 23. März 2004                                                                                  |                                                                                      |
| 2004 | Confessions                                                  | — | — | — | — | — | R&B47 (20 Wo.)R&B | Erstveröffentlichung: 23. März 2004                                                                                  |                                                                                      |
| 2004 | That’s What It’s Made For Confessions                        | — | — | — | — | — | R&B59 (20 Wo.)R&B | Erstveröffentlichung: 23. März 2004                                                                                  |                                                                                      |
| 2004 | Seduction Confessions                                        | — | — | — | — | — | R&B68 (14 Wo.)R&B | Erstveröffentlichung: 23. März 2004                                                                                  |                                                                                      |
| 2005 | Dot Com Rhythm City Volume One: Caught Up                    | — | — | — | — | — | R&B53 (20 Wo.)R&B | Erstveröffentlichung: 8. März 2005                                                                                   |                                                                                      |
| 2007 | Dat Girl Right There –                                       | — | — | — | — | — | R&B74 (1 Wo.)R&B | Erstveröffentlichung: 2007 feat. Ludacris                                                                            |                                                                                      |
| 2008 | Best Thing Here I Stand                                      | — | — | — | — | — | R&B92 (1 Wo.)R&B | Erstveröffentlichung: 13. Mai 2008 feat. Jay-Z                                                                       |                                                                                      |
| 2012 | What Happened to U Looking 4 Myself                          | — | — | — | — | — | R&B70 (3 Wo.)R&B | Erstveröffentlichung: 8. Juni 2012                                                                                   |                                                                                      |

### Als Gastmusiker
| Jahr | Titel Album                                  | Höchstplatzierung, Gesamtwochen, AuszeichnungChartplatzierungen (Jahr, Titel, Album, Platzierungen, Wochen, Auszeichnungen, Anmerkungen) | Höchstplatzierung, Gesamtwochen, AuszeichnungChartplatzierungen (Jahr, Titel, Album, Platzierungen, Wochen, Auszeichnungen, Anmerkungen) | Höchstplatzierung, Gesamtwochen, AuszeichnungChartplatzierungen (Jahr, Titel, Album, Platzierungen, Wochen, Auszeichnungen, Anmerkungen) | Höchstplatzierung, Gesamtwochen, AuszeichnungChartplatzierungen (Jahr, Titel, Album, Platzierungen, Wochen, Auszeichnungen, Anmerkungen) | Höchstplatzierung, Gesamtwochen, AuszeichnungChartplatzierungen (Jahr, Titel, Album, Platzierungen, Wochen, Auszeichnungen, Anmerkungen) | Höchstplatzierung, Gesamtwochen, AuszeichnungChartplatzierungen (Jahr, Titel, Album, Platzierungen, Wochen, Auszeichnungen, Anmerkungen) | Anmerkungen                                                                                         |
| Jahr | Titel Album                                  | DE | AT | CH | UK | US | R&B | Anmerkungen                                                                                         |
| --- | -------------------------------------------- | --- | --- | --- | --- | --- | --- | --------------------------------------------------------------------------------------------------- |
| 1998 | The Party Continues Life in 1472             | — | — | — | — | US29 (20 Wo.)US | — | Erstveröffentlichung: 17. Februar 1998 Jermaine Dupri feat. Usher & Da Brat                         |
| 1998 | Feels Good Confessions of Fire               | — | — | — | — | — | R&B54 (5 Wo.)R&B | Erstveröffentlichung: 21. Juli 1998 Cam’ron feat. Usher                                             |
| 2002 | I Need a Girl (Part I) We Invented the Remix | DE8 (20 Wo.)DE | AT32 (14 Wo.)AT | CH5 Gold · (25 Wo.)CH | UK4 (16 Wo.)UK | US2 (22 Wo.)US | R&B2 (25 Wo.)R&B | Erstveröffentlichung: 26. Februar 2002 Verkäufe: + 65.000; P. Diddy feat. Usher & Loon              |
| 2004 | Lovers & Friends Crunk Juice                 | DE68 (4 Wo.)DE | — | CH44 (2 Wo.)CH | UK10 (8 Wo.)UK | US3 (21 Wo.)US | R&B2 (28 Wo.)R&B | Erstveröffentlichung: 30. November 2004 Lil Jon feat. Usher & Ludacris                              |
| 2007 | Same Girl Double Up                          | — | — | — | UK26 Silber · (8 Wo.)UK | US20 (20 Wo.)US | R&B4 (21 Wo.)R&B | Erstveröffentlichung: 29. Mai 2007 Verkäufe: + 265.000; R. Kelly feat. Usher                        |
| 2009 | Spotlight The State vs. Radric Davis         | — | — | — | UK46 (2 Wo.)UK | US42 (16 Wo.)US | R&B15 (19 Wo.)R&B | Erstveröffentlichung: 19. Oktober 2009 Gucci Mane feat. Usher                                       |
| 2009 | Fed Up Victory                               | — | — | — | — | — | R&B45 (16 Wo.)R&B | Erstveröffentlichung: 28. Oktober 2009 DJ Khaled feat. Usher, Drake, Jeezy & Rick Ross              |
| 2009 | First Dance My World                         | — | — | — | — | US99 (1 Wo.)US | — | Erstveröffentlichung: 17. November 2009 Justin Bieber feat. Usher                                   |
| 2010 | We Are the World 25 for Haiti –              | — | — | — | UK50 (1 Wo.)UK | US2 (5 Wo.)US | — | Erstveröffentlichung: 12. Februar 2010 Artists for Haiti feat. Usher                                |
| 2011 | Promise Formula, Vol. 1                      | — | — | — | — | US89 ×3×4Dreifachdiamant + Vierfachplatin · (9 Wo.)US                                                                                    | — | Erstveröffentlichung: 2. September 2011 Verkäufe: + 2.220.000; Romeo Santos feat. Usher             |
| 2011 | The Christmas Song Under the Mistletoe       | — | — | — | UK91 (1 Wo.)UK | US58 Gold · (1 Wo.)US | — | Erstveröffentlichung: September 2011 Verkäufe: + 545.000; Justin Bieber feat. Usher                 |
| 2011 | Without You Nothing but the Beat             | DE7 Gold · (37 Wo.)DE | AT5 Gold · (29 Wo.)AT | CH3 Platin · (30 Wo.)CH | UK6 Platin · (38 Wo.)UK | US4 ×2Doppelplatin · (30 Wo.)US | — | Erstveröffentlichung: 27. September 2011 Verkäufe: + 4.437.900; David Guetta feat. Usher            |
| 2011 | Looking for Love Last Train to Paris         | — | — | — | — | — | R&B91 (3 Wo.)R&B | Erstveröffentlichung: 22. Mai 2012 Sean Combs feat. Usher                                           |
| 2012 | Touch’N You God Forgives, I Don’t            | — | — | — | — | — | R&B15 (20 Wo.)R&B | Erstveröffentlichung: 22. Mai 2012 Rick Ross feat. Usher                                            |
| 2012 | Rest of My Life –                            | DE32 (8 Wo.)DE | AT25 (14 Wo.)AT | CH42 (2 Wo.)CH | UK41 (5 Wo.)UK | US72 (10 Wo.)US | — | Erstveröffentlichung: 2. November 2012 Verkäufe: + 77.500; Ludacris feat. Usher & David Guetta      |
| 2013 | One –                                        | — | — | — | — | US98 (1 Wo.)US | — | Erstveröffentlichung: Juni 2013 Michelle Chamuel feat. Usher                                        |
| 2014 | New Flame X                                  | — | — | — | UK10 Gold · (7 Wo.)UK | US27 ×4Vierfachplatin · (22 Wo.)US | R&B6 (26 Wo.)R&B | Erstveröffentlichung: 29. Juni 2014 Verkäufe: + 4.530.000; Chris Brown feat. Usher & Rick Ross      |
| 2014 | Body Language Full Speed                     | DE54 (12 Wo.)DE | — | — | UK46 Silber · (15 Wo.)UK | US72 Platin · (18 Wo.)US | R&B21 (20 Wo.)R&B | Erstveröffentlichung: 9. September 2014 Verkäufe: + 1.305.000; Kid Ink feat. Usher & Tinashe        |
| 2015 | The Matrimony The Album About Nothing        | — | — | — | — | US70 ×2Doppelplatin · (19 Wo.)US | R&B17 (20 Wo.)R&B | Erstveröffentlichung: 2. März 2015 Verkäufe: + 2.000.000; Wale feat. Usher                          |
| 2015 | Don’t Look Down –                            | DE37 (12 Wo.)DE | AT37 (11 Wo.)AT | CH65 (2 Wo.)CH | UK9 Gold · (14 Wo.)UK | US— GoldUS | — | Erstveröffentlichung: 17. März 2015 Verkäufe: + 1.062.500; Martin Garrix feat. Usher                |
| 2016 | Party Heartbreak on a Full Moon              | — | — | — | UK68 Gold · (5 Wo.)UK | US40 ×3Dreifachplatin · (20 Wo.)US | R&B14 (20 Wo.)R&B | Erstveröffentlichung: 16. Dezember 2016 Verkäufe: + 3.340.000; Chris Brown feat. Usher & Gucci Mane |
| 2019 | Come Thru Over It                            | — | — | — | UK42 Gold · (7 Wo.)UK | US42 ×2Doppelplatin · (19 Wo.)US | R&B23 (20 Wo.)R&B | Erstveröffentlichung: 4. Oktober 2019 Verkäufe: + 2.535.000; Summer Walker feat. Usher              |
| 2020 | Too Much –                                   | DE— bDE | — | — | — | — | — | Erstveröffentlichung: 23. Oktober 2020 Verkäufe: + 40.000; Marshmello & Imanbek feat. Usher         |
| Folgende Lieder erschienen nicht als Single, wurden aber durch das Album zum Download und Streaming bereitgestellt und konnten somit eine Platzierung erlangen: |                                              | | | | | | | |
| |                                              | | | | | | | |
| 2023 | Transparency Welcome 2 Collegrove            | — | — | — | — | — | R&B35 (1 Wo.)R&B | 2 Chainz & Lil Wayne feat. Usher                                                                    |

## Videoalben
| Jahr | Titel                        | Höchstplatzierung, Gesamtwochen, AuszeichnungChartplatzierungen (Jahr, Titel, Platzierungen, Wochen, Auszeichnungen, Anmerkungen) | Höchstplatzierung, Gesamtwochen, AuszeichnungChartplatzierungen (Jahr, Titel, Platzierungen, Wochen, Auszeichnungen, Anmerkungen) | Höchstplatzierung, Gesamtwochen, AuszeichnungChartplatzierungen (Jahr, Titel, Platzierungen, Wochen, Auszeichnungen, Anmerkungen) | Höchstplatzierung, Gesamtwochen, AuszeichnungChartplatzierungen (Jahr, Titel, Platzierungen, Wochen, Auszeichnungen, Anmerkungen) | Höchstplatzierung, Gesamtwochen, AuszeichnungChartplatzierungen (Jahr, Titel, Platzierungen, Wochen, Auszeichnungen, Anmerkungen) | Anmerkungen                |
| Jahr | Titel                        | DE | AT | CH | UK | US | Anmerkungen                |
| ---- | ---------------------------- | --- | --- | --- | --- | --- | -------------------------- |
| 1999 | Usher Live                   | — | — | — | UK40 (8 Wo.)UK | US— PlatinUS | Erstveröffentlichung: 1999 |
| 2005 | Truth Tour: Behind the Truth | — | — | — | UK9 (5 Wo.)UK | US— ×7SiebenfachplatinUS | Erstveröffentlichung: 2005 |

Weitere Videoalben
- 2002: Live Evolution 8701 (UK: Gold, US: Platin)

## Statistik

### Chartauswertung
|                     | DE    | AT    | CH    | UK    | US     | R&B      |
| ------------------- | ----- | ----- | ----- | ----- | ------ | -------- |
| Nummer-eins-Alben   | DE—DE | AT—AT | CH—CH | UK3UK | US4US  | R&B5R&B  |
| Top-10-Alben        | DE4DE | AT—AT | CH4CH | UK6UK | US9US  | R&B9R&B  |
| Alben in den Charts | DE9DE | AT6AT | CH9CH | UK9UK | US12US | R&B12R&B |

|                       | DE     | AT     | CH     | UK     | US     | R&B      |
| --------------------- | ------ | ------ | ------ | ------ | ------ | -------- |
| Nummer-eins-Singles   | DE1DE  | AT1AT  | CH1CH  | UK4UK  | US9US  | R&B13R&B |
| Top-10-Singles        | DE7DE  | AT4AT  | CH8CH  | UK22UK | US19US | R&B29R&B |
| Singles in den Charts | DE25DE | AT18AT | CH21CH | UK38UK | US53US | R&B64R&B |

|                          | DE    | AT    | CH    | UK    | US    |
| ------------------------ | ----- | ----- | ----- | ----- | ----- |
| Nummer-eins-Videoalben   | DE—DE | AT—AT | CH—CH | UK—UK | US—US |
| Top-10-Videoalben        | DE—DE | AT—AT | CH—CH | UK1UK | US—US |
| Videoalben in den Charts | DE—DE | AT—AT | CH—CH | UK2UK | US—US |

### Auszeichnungen für Musikverkäufe
| Land/RegionAuszeichnungen für Musikverkäufe (Land/Region, Auszeichnungen, Verkäufe, Quellen) | Silber       | Gold         | Platin         | Diamant     | Verkäufe    | Quellen                                                   |
| -------------------------------------------------------------------------------------------- | ------------ | ------------ | -------------- | ----------- | ----------- | --------------------------------------------------------- |
| Australien (ARIA)                                                                            | —            | 10× Gold10   | 61× Platin61   | —           | 4.512.500   | aria.com.au                                               |
| Belgien (BRMA)                                                                               | —            | 4× Gold4     | Platin1        | —           | 100.000     | ultratop.be                                               |
| Brasilien (PMB)                                                                              | —            | 2× Gold2     | 5× Platin5     | —           | 320.000     | pro-musicabr.org.br                                       |
| Dänemark (IFPI)                                                                              | —            | 8× Gold8     | 9× Platin9     | —           | 572.500     | ifpi.dk                                                   |
| Deutschland (BVMI)                                                                           | —            | 7× Gold7     | 4× Platin4     | —           | 2.200.000   | musikindustrie.de                                         |
| Europa (IFPI)                                                                                | —            | —            | 2× Platin2     | —           | (2.000.000) | ifpi.org (Memento vom 1. Januar 2014 im Internet Archive) |
| Frankreich (SNEP)                                                                            | —            | 3× Gold3     | —              | —           | 498.300     | snepmusique.com                                           |
| Irland (IRMA)                                                                                | —            | Gold1        | —              | —           | 7.500       | irishcharts.ie                                            |
| Italien (FIMI)                                                                               | —            | Gold1        | 5× Platin5     | —           | 225.000     | fimi.it                                                   |
| Japan (RIAJ)                                                                                 | —            | 5× Gold5     | Platin1        | —           | 750.000     | riaj.or.jp JP2                                            |
| Kanada (MC)                                                                                  | —            | 10× Gold10   | 24× Platin24   | Diamant1    | 3.210.000   | musiccanada.com                                           |
| Mexiko (AMPROFON)                                                                            | —            | 2× Gold2     | 3× Platin3     | —           | 240.000     | amprofon.com.mx                                           |
| Neuseeland (RMNZ)                                                                            | —            | 11× Gold11   | 40× Platin40   | —           | 1.065.000   | aotearoamusiccharts.co.nz NZ2 NZ3                         |
| Niederlande (NVPI)                                                                           | —            | 2× Gold2     | —              | —           | 80.000      | nvpi.nl                                                   |
| Norwegen (IFPI)                                                                              | —            | —            | Platin1        | —           | 10.000      | ifpi.no                                                   |
| Österreich (IFPI)                                                                            | —            | 4× Gold4     | —              | —           | 60.000      | ifpi.at                                                   |
| Polen (ZPAV)                                                                                 | —            | Gold1        | —              | —           | 10.000      | olis.pl                                                   |
| Russland (NFPF)                                                                              | —            | —            | 2× Platin2     | —           | 40.000      | 2m-online.ru                                              |
| Schweden (IFPI)                                                                              | —            | 5× Gold5     | —              | —           | 85.000      | sverigetopplistan.se                                      |
| Schweiz (IFPI)                                                                               | —            | 3× Gold3     | 4× Platin4     | —           | 195.000     | hitparade.ch                                              |
| Singapur (RIAS)                                                                              | —            | Gold1        | —              | —           | 5.000       | rias.org.sg                                               |
| Spanien (Promusicae)                                                                         | —            | 2× Gold2     | 3× Platin3     | —           | 240.000     | elportaldemusica.es                                       |
| Südafrika (RISA)                                                                             | —            | —            | Platin1        | —           | 50.000      | mi2n.com                                                  |
| Südkorea (KMCA)                                                                              | —            | —            | —              | —           | 1.838.160   | Einzelnachweise                                           |
| Ungarn (MAHASZ)                                                                              | —            | —            | Platin1        | —           | 20.000      | slagerlistak.hu                                           |
| Vereinigte Staaten (RIAA)                                                                    | —            | 15× Gold15   | 127× Platin127 | 5× Diamant5 | 142.810.000 | riaa.com                                                  |
| Vereinigtes Königreich (BPI)                                                                 | 10× Silber10 | 9× Gold9     | 25× Platin25   | —           | 17.731.000  | bpi.co.uk                                                 |
| Insgesamt                                                                                    | 10× Silber10 | 106× Gold106 | 319× Platin319 | 6× Diamant6 |             |                                                           |